# テネシー (原子力潜水艦)
|          |                                                                 |
| 艦歴     |                                                                 |
| 発注     | 1982年1月7日                                                    |
| 起工     | 1986年6月9日                                                    |
| 進水     | 1986年12月13日                                                  |
| 就役     | 1988年12月17日                                                  |
| その後   | 就役中                                                          |
| 母港     | ジョージア州キングズベイ海軍潜水艦基地                          |
| 性能諸元 |                                                                 |
| 排水量   | 水上：16,765トン 水中：18,750トン                               |
| 全長     | 170.69 m (560 ft)                                               |
| 全幅     | 12.8 m (42 ft)                                                  |
| 喫水     | 11.5 m (38 ft)                                                  |
| 最大速   | 20ノット以上 (37+ km/h)                                         |
| 潜行深度 |                                                                 |
| 機関     | S8G reactor 1基                                                 |
| 乗員     | 士官13名、兵員140名                                             |
| 兵装     | 21インチ魚雷発射管4門 Mk-48魚雷 トライデント II弾道ミサイル24発 |
| モットー | America At Its Best                                             |
|          |                                                                 |

テネシー (USS Tennessee, SSBN-734) は、アメリカ海軍のオハイオ級原子力潜水艦の9番艦。艦名はテネシー州に因んで命名された。その名を持つ艦としてはテネシー級戦艦1番艦(BB-43)以来4隻目。アメリカ連合国海軍にも同名の艦が2隻存在し、公文書Dictionary of American Naval Fighting Shipsは南軍の2隻を加えて先代の戦艦テネシーを5代目とカウントしており、本艦を6代目テネシーと見なすこともできる。

## 艦歴
テネシーの建造は1980年度会計予算で認可される。1982年1月7日にコネチカット州グロトンのジェネラル・ダイナミクス・エレクトリック・ボート社に発注され、1986年6月9日に起工した。1986年12月13日にランデス・ケルソー夫人によって命名、進水し、1988年12月17日にブルー班のD・ウィゼンバーグ艦長およびゴールド班のケネス・D・バーカー艦長の指揮下就役した。
テネシーはトライデントミサイルを装備した初の原子力潜水艦であった。